# Powiat biecki

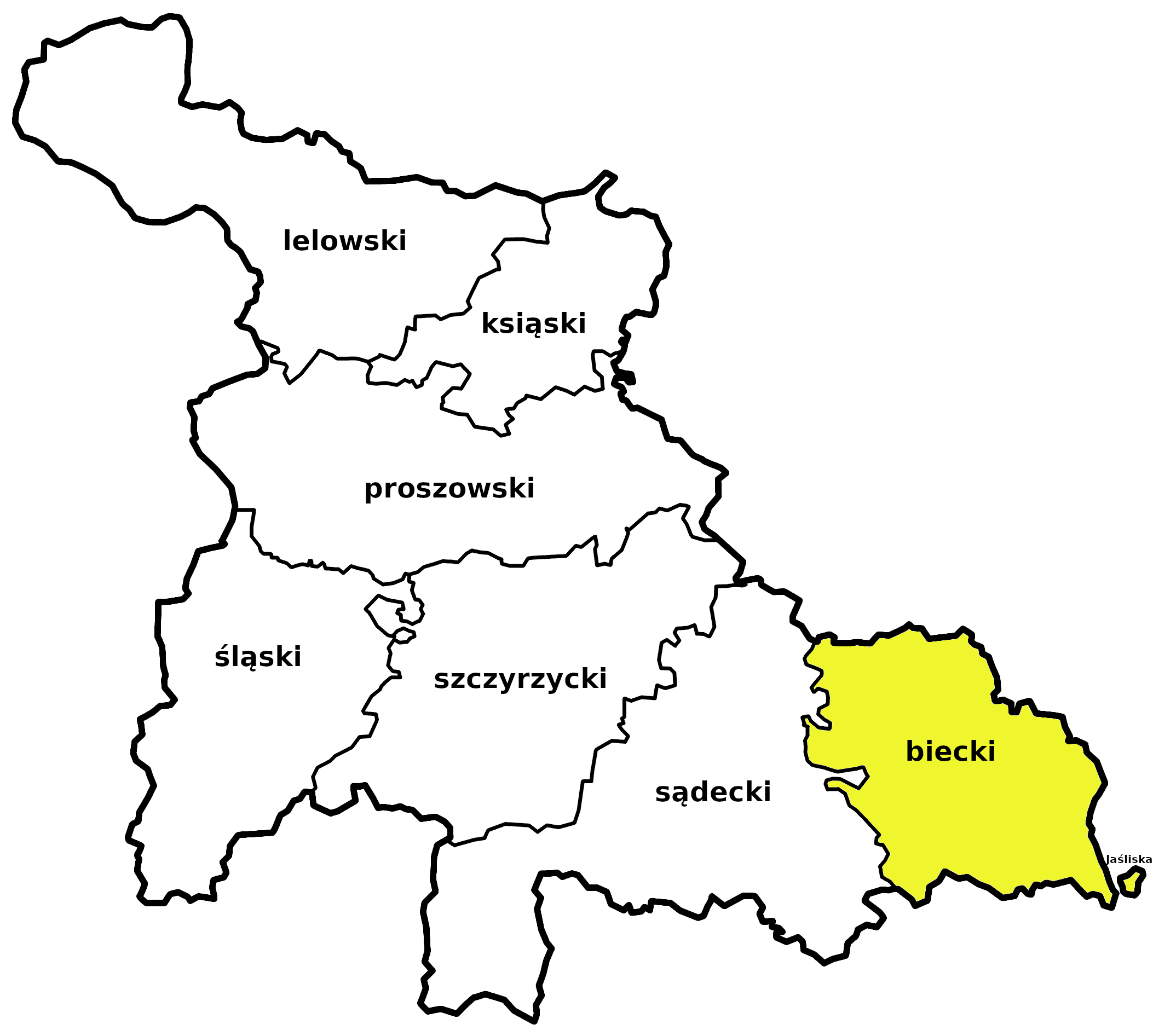
     Powiat biecki w województwie krakowskim pod koniec XVI wieku

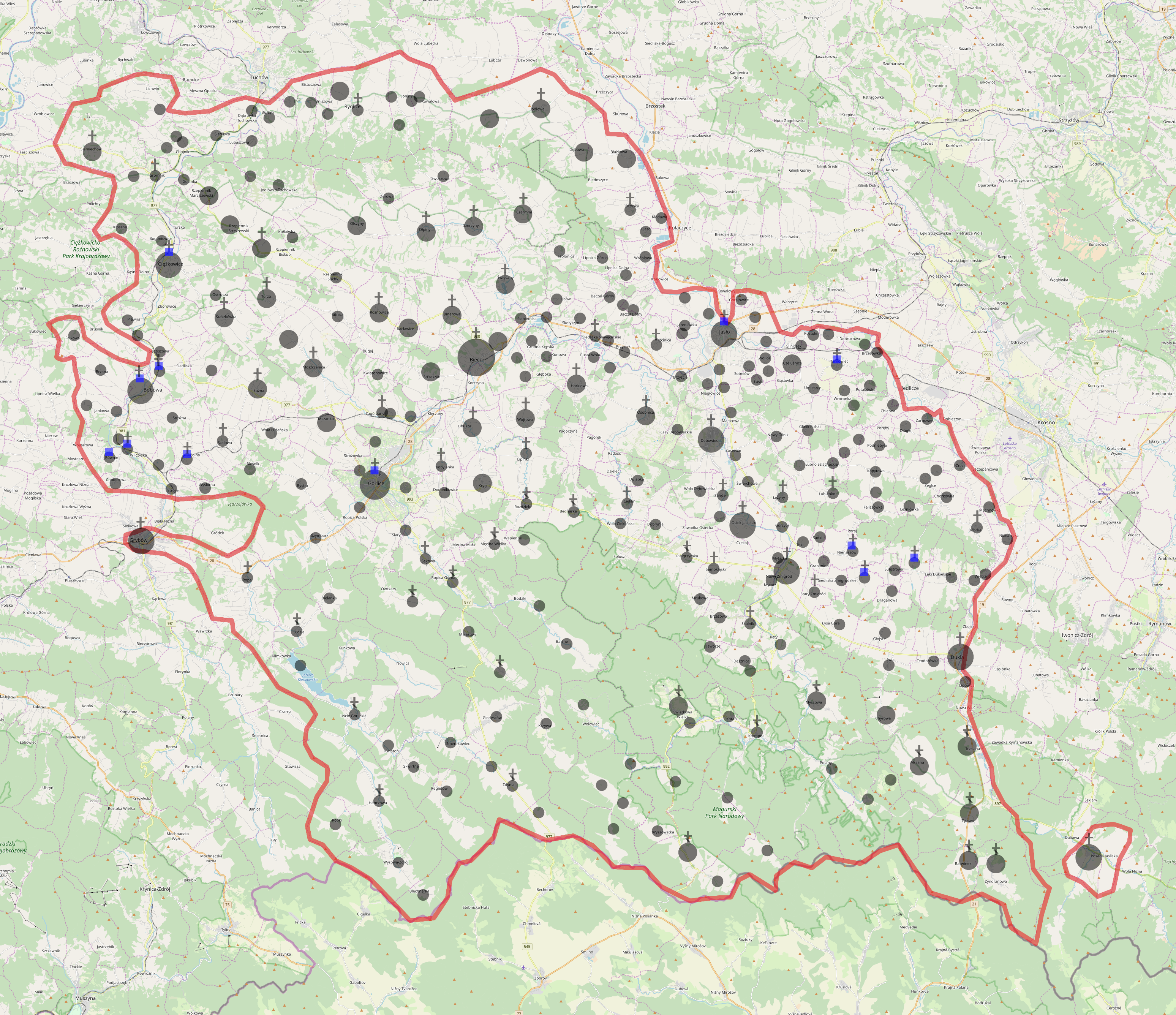
Powiat biecki pod koniec XVI wieku

Powiat biecki – powiat w Królestwie Polskim i Rzeczypospolitej Obojga Narodów, utworzony w 2. połowie XIV w. jako jeden z sześciu powiatów w województwie krakowskim. Jego siedzibą było miasto Biecz.
Biecz był siedzibą kasztelanii. Gdy zaczęły one tracić w XIV w. swoje dawne znaczenie, zaistniała potrzeba reorganizacji administracji i sądownictwa. Powstało więc sześć powiatów, w tym rozległy powiat biecki. W Bieczu zostały zlokalizowane sądy grodzkie i ziemskie. Obok Krakowa i Nowego Sącza miasto było także siedzibą sądu wyższego prawa magdeburskiego. Powiat biecki przodował w województwie krakowskim m.in. w liczbie rzemieślników wiejskich i w liczbie pił trackich.
Do tego powiatu w XVII w. należało 11 miast i 264 wsie. Miasto jednak zaczęło podupadać, a w 1783 r. nastąpiła likwidacja powiatu bieckiego przez Austriaków. Po odzyskaniu niepodległości przez Polskę Biecz stał się siedzibą gminy, która do dzisiaj znajduje się w powiecie gorlickim.
Adolf Pawiński wyliczył, że w XVI wieku powiat biecki obejmował powierzchnię 41,75 mil kwadratowych, tj. 2299,25 km².